# Żyłkoblaszka szpiczastokapeluszowa
Żyłkoblaszka szpiczastokapeluszowa (Delicatula cuspidata (Pers.) Fayod) – gatunek grzybów z rzędu pieczarkowców (Agaricales).

## Systematyka i nazewnictwo
Pozycja w klasyfikacji według Index Fungorum: Delicatula, Incertae sedis, Agaricales, Agaricomycetidae, Agaricomycetes, Agaricomycotina, Basidiomycota, Fungi.
Po raz pierwszy opisał go w 1881 r. Lucien Quélet, nadając mu nazwę Omphalia cuspidata (bazonim). Obecną nazwę nadał mu Karel Cejp w 1929 r. Synonimy:
- Omphalia cuspidata Quél. 1881
- Omphalina cuspidata (Quél.) Quél. 1886

Polską nazwę zarekomendował Władysław Wojewoda w 2003 r.

## Występowanie i siedlisko
W Polsce do 2025 r. podano dwa stanowiska w lasach. Według W. Wojewody rozprzestrzenienie tego gatunku w Polsce nie jest znane.